# موموکو شیمیزو
موموکو شیمیزو (انگلیسی: Momoko Shimizu؛ زادهٔ ۹ اکتبر ۱۹۹۷) بازیگر اهل ژاپن است. وی بین سال‌های ۲۰۰۲ تا ۲۰۰۷ میلادی فعالیت می‌کرد.